# 誉田丸山古墳
誉田丸山古墳（こんだまるやまこふん）は、大阪府羽曳野市誉田567に所在する円墳。古市丸山古墳とも呼ばれている。世界文化遺産の古市古墳群に属する古墳の1つである。この古墳出土とされる金銅装馬具類が近在の誉田八幡宮に所蔵され、現在は国宝に指定されている。

## 概要
誉田御廟山古墳の拝所（歴代天皇陵に治定されている古墳には宮内庁によって拝所が設けられている）の参道左手に所在する古墳である。宮内庁によって応神天皇恵我之荘藻伏岡陵の域内陪塚に治定され、墳丘への立入りは禁止されている。径50m、高さ7mの円墳である。造出しが付く可能性が指摘されている。墳丘の北側にそって窪地があるので、周濠があったようである。
墳丘の斜面に葺石と思われる河原石が観察できる。墳丘裾には円筒埴輪列が設けられていたようである。墳丘頂には形象埴輪が散布していたと京都帝国大学の浜田耕作が報告している。京都大学総合博物館には当古墳のものとされる家、衣蓋（きぬがさ）　盾、靫などの形象埴輪が保管されている。宮内庁が実施した墳丘東側裾の発掘調査では円筒埴輪が出土している。内部主体については不明である。

### 誉田八幡宮所蔵　伝誉田丸山古墳出土遺物
この古墳の副葬品と伝えられている出土品が誉田八幡宮に所蔵されている。1848年（嘉永元年）に掘り出されたもので　内訳は金銅製龍文透彫鞍金具2組(形状の異なる鞍金具が2セット分）、鉄地金銅張方形鏡板1点、金銅製歩揺付飾金具20点、三角板鋲留式短甲、直弧文刀装具、鉄刀、鉄鉾、片刃長頸式鉄鏃がある。金銅製龍文透彫金具などの馬具は1952年（昭和27年）に一括で国宝に指定されている。これらの馬具は日本における最古の例に属し、大陸からもたらされたと考えられる。森浩一によると、誉田丸山古墳出土とされる鞍金具は古墳出土の鞍のなかでも最優秀品というべきものであるが、これらの優秀品に注目して、5世紀ごろの我国の古墳から出土している馬具が実用品ではないと、よく論じられているが、実際は各府県の古墳出土の馬具のうち鞍金具を伴うものは1割にも満たず、大部分は轡だけという実用本位の馬具である。本例のように工芸的に優れた馬具は王者の乗馬に用いられたものであり、大集団のなかでも金色燦然として注目を集める効果が充分あったに違いないとしている。　

### 築造時期
当古墳は誉田山古墳の前方部側周濠の中堤に接する場所にあるが、出土した埴輪の特徴から誉田山古墳より後の時期に属すると考えられる。また、誉田八幡宮所蔵の短甲、鉄鏃は誉田御廟山古墳の陪塚であると考えられるアリ山古墳より新しい時期のものとされる。